# کازواکی کیریا
کازواکی کیریا (انگلیسی: Kazuaki Kiriya؛ زادهٔ ۲۰ آوریل ۱۹۶۸) کارگردان فیلم، کارگردان موزیک ویدئو، عکاس اهل ژاپن است.
از فیلم‌ها یا برنامه‌های تلویزیونی که وی در آن نقش داشته‌است می‌توان به گوئمون اشاره کرد.